# Pierre Trahard
Pierre Trahard (Orléans, 2 février 1887 - Dijon, 30 octobre 1986) était un auteur, romancier, poète, linguiste et critique littéraire français.

## Vie et travail
Pierre Trahard fait une thèse en 1924 avec La Jeunesse de Prosper Mérimée des deux thèses (de 1803 à 1834). Essai sur sa formation intellectuelle et sur ses premiers ministres ouvrages (2 vol., Paris 1925) et Une revue oubliée. La Revue du XIXe siècle poétique 1835 (Paris 1925, Genève 1978). Il est devenu professeur de littérature française à l'Université de Dijon.

## Publications

### Œuvres de critique littéraire
- Prosper Mérimée et l'Art de la nouvelle, Paris 1923, 1941, 1952, prix d'éloquence de l’Académie française
- Prosper Mérimée de 1834 à 1853, le Paris 1928
- (Avec Pierre Josserand) Bibliographie des œuvres de Prosper Mérimée, Paris 1929 de New York 1971
- La Vieillesse de Prosper Mérimée (1854-1870), Paris 1930
- Les Maîtres de la littérature française au XVIIIe siècle sensibilité (1715 à 1789), 4 volumes, 1931 à 1933 à Paris, Genève, 1967 (I. L'Abbé Prévost Marivaux Le Théâtre de Voltaire ; II. Nivelle de la Chaussée, Vauvenargues, Diderot, Duclos ; III. Jean-Jacques Rousseau ; IV. Choderlos de Laclos, Bernardin de Saint-Pierre, Rétif de La Bretonne)
- La Sensibilité révolutionnaire 1789-1794, Paris 1936 1967 Genève
- Le Mystère poétique, Paris 1940.1970
- L'Art de Colette, Paris 1941 Genève, 1971, prix Marcelin Guérin de l'Académie française en 1942
- En Côte-d'Or au hasard de la promenade. Textes de Pierre Trahard. 24 peintures de Pierrette Servadei. Lettre-préface de Paul Valéry. Présentation de Jacqueline Bouchot Saupique, Dijon 1945
- La Vie intérieure, Paris 1947
- Entretiens sur l'esprit français, Paris 1952
- L'Art de Marcel Proust, Paris 1953
- « La Porte étroite » d'André Gide. Étude et analyse, Paris 1968
- Essai critique sur Baudelaire poète, Paris 1973
- Henri-Frédéric Amiel juge de l'esprit français, Paris 1978

### Éditions d'œuvres littéraire
- (Avec Édouard Champion) Œuvres complètes de Prosper Mérimée, 12 vol., Paris 1927 à 1933
- Prosper Mérimée, Lettres à la duchesse de Castiglione-Colonna, Paris 1938
- (Avec Georges Connes) Prosper Mérimée, Lettres à Fanny Lagden. Textes anglais et traduction d'après le manuscrit publiés, appartenant à Édouard Champion, Paris 1938, 1941, 1 960
- Prosper Mérimée, Nouvelles et Choisies extraits, Paris 1 939
- Bernardin de Saint-Pierre, Paul et Virginie, Paris en 1958, 1964, 1970, 1976; (e. Guitton) 1,989
- Dieu était avec eux, "Dieu avec nous". Récits de guerre 1914-1918 et 1940-1945, Paris 1977

### Romans
- Célestin Percheron, roman, Paris 1938
- Berli-Berlot, roman, Paris 1941
- L'Éveil, roman, Paris 1942
- Tartagaz, soldat, roman, Paris 1943
- Crève la mort, roman, Paris 1944
- Césarion, satire, Paris 1965 (environ De Gaulle)

### Poèmes
- Le Cycle des chimères, Paris 1929, prix Artigue de l'Académie française en 1930
- Les Jours sans ombre, Paris 1933
- Privilèges, Paris 1939
- Le Poème de Madinina, Paris 1946
- Chants nous-mêmes, de Paris 1956
- Visages, Paris 1972